# Comblessac
Comblessac (bretonisch: Kamlec'hieg; Gallo: Conbeczac) ist eine französische Gemeinde mit 677 Einwohnern (Stand: 1. Januar 2022) im Département Ille-et-Vilaine in der Region Bretagne. Sie gehört zum Arrondissement Redon und zum Kanton Guichen. Die Einwohner werden Comblessacois genannt.

## Geografie
Die Gemeinde Comblessac liegt an der Grenze zum Département Morbihan, etwa 39 Kilometer südwestlich von Rennes. Durch die Gemeinde fließt der Aff. Umgeben wird Comblessac von den Nachbargemeinden Guer im Westen und Norden, Les Brulais im Nordosten und Osten, Quelneuc im Osten und Süden sowie Carentoir im Südwesten.

## Bevölkerungsentwicklung
| Jahr          | 1962 | 1968 | 1975 | 1982 | 1990 | 1999 | 2006 | 2013 | 2020 |
| Einwohner     | 641  | 581  | 535  | 489  | 497  | 487  | 588  | 714  | 689  |
| Quelle: INSEE |      |      |      |      |      |      |      |      |      |

## Sehenswürdigkeiten
- Reste eines sechseckigen römisch-keltischen Tempels, Monument historique
- Kirche Saint-Éloi
- Kapelle Saint-Conwoion
- Kapelle Notre-Dame in Lorette

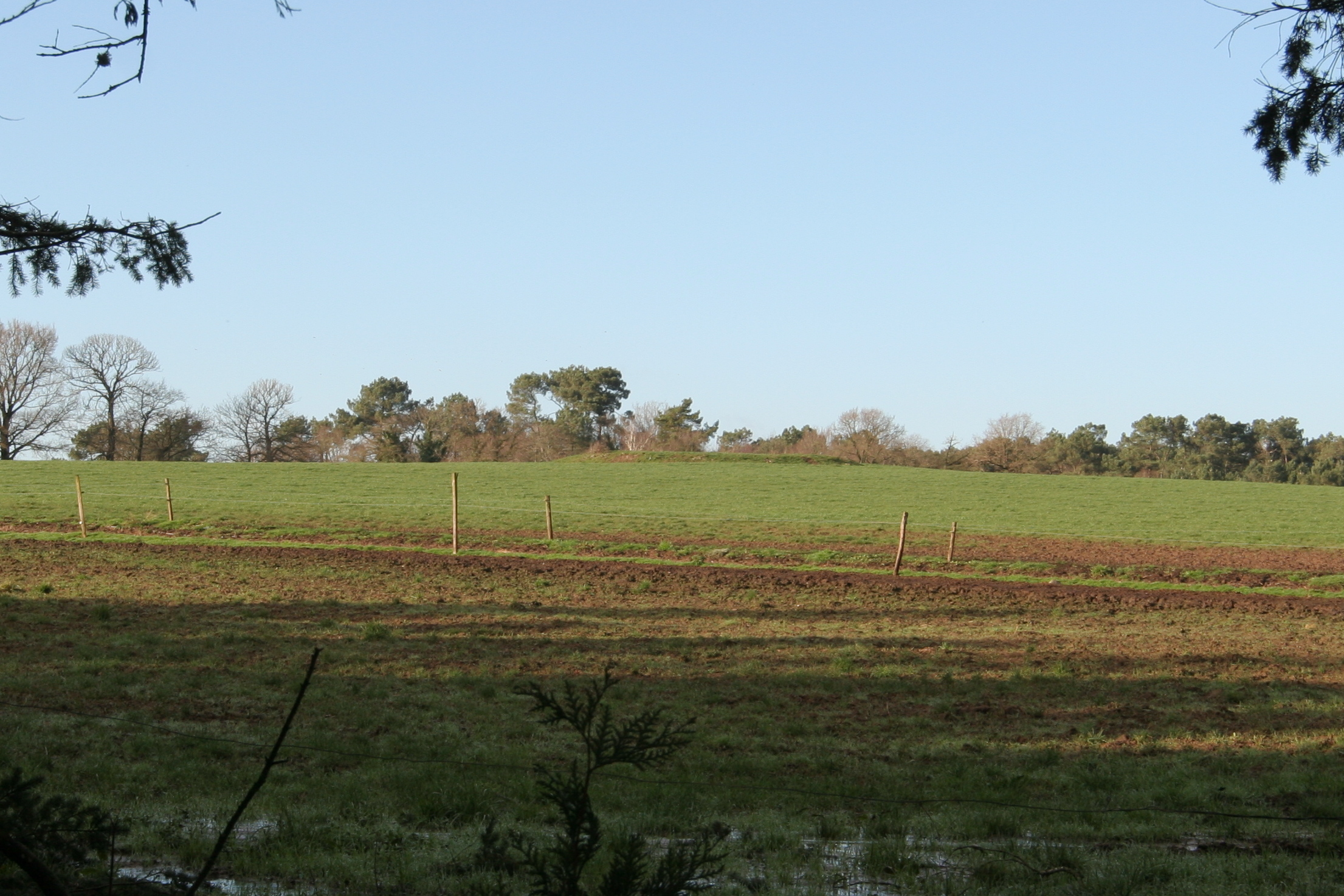
Reste der römischen Tempelanlage
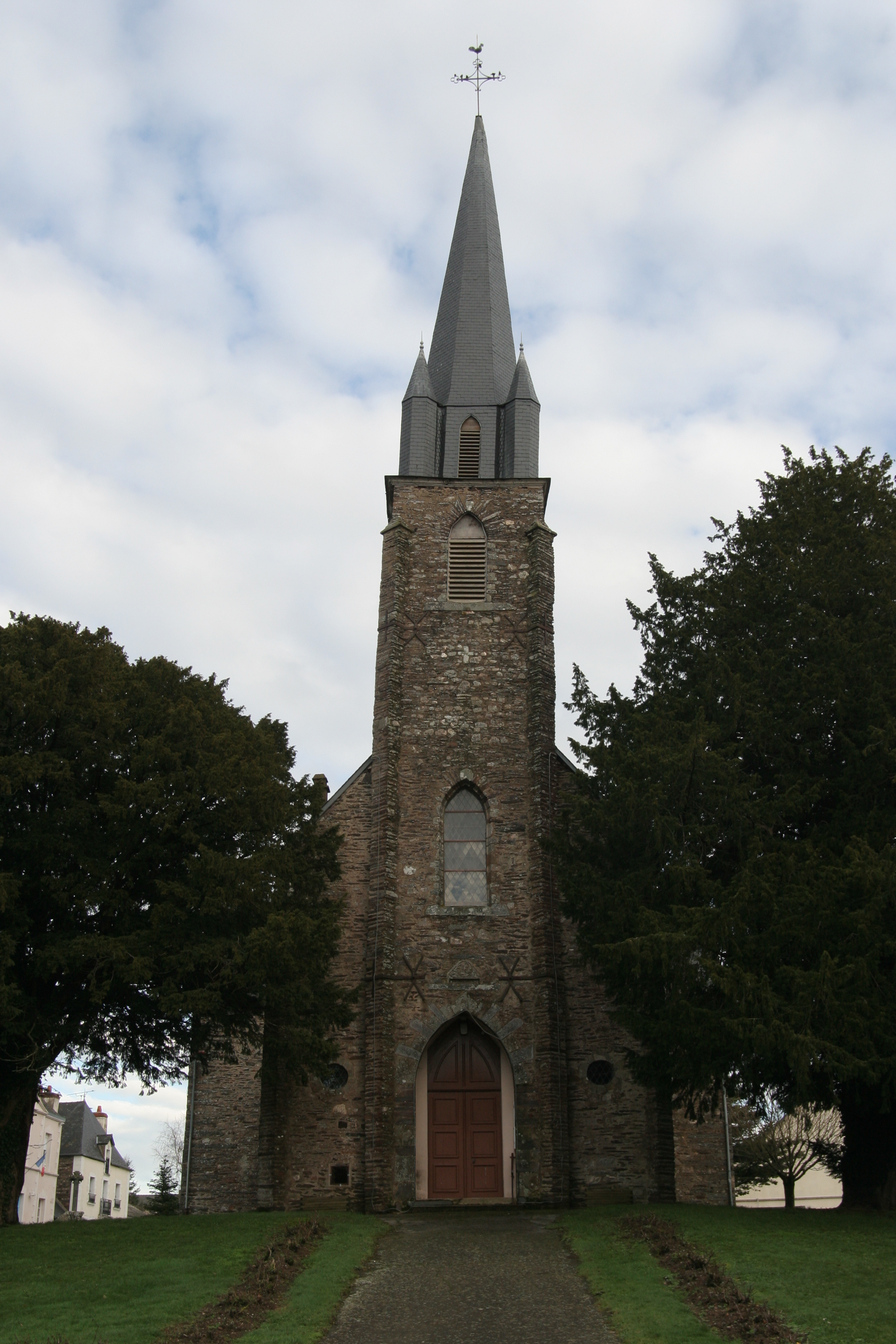
Kirche Saint-Éloi
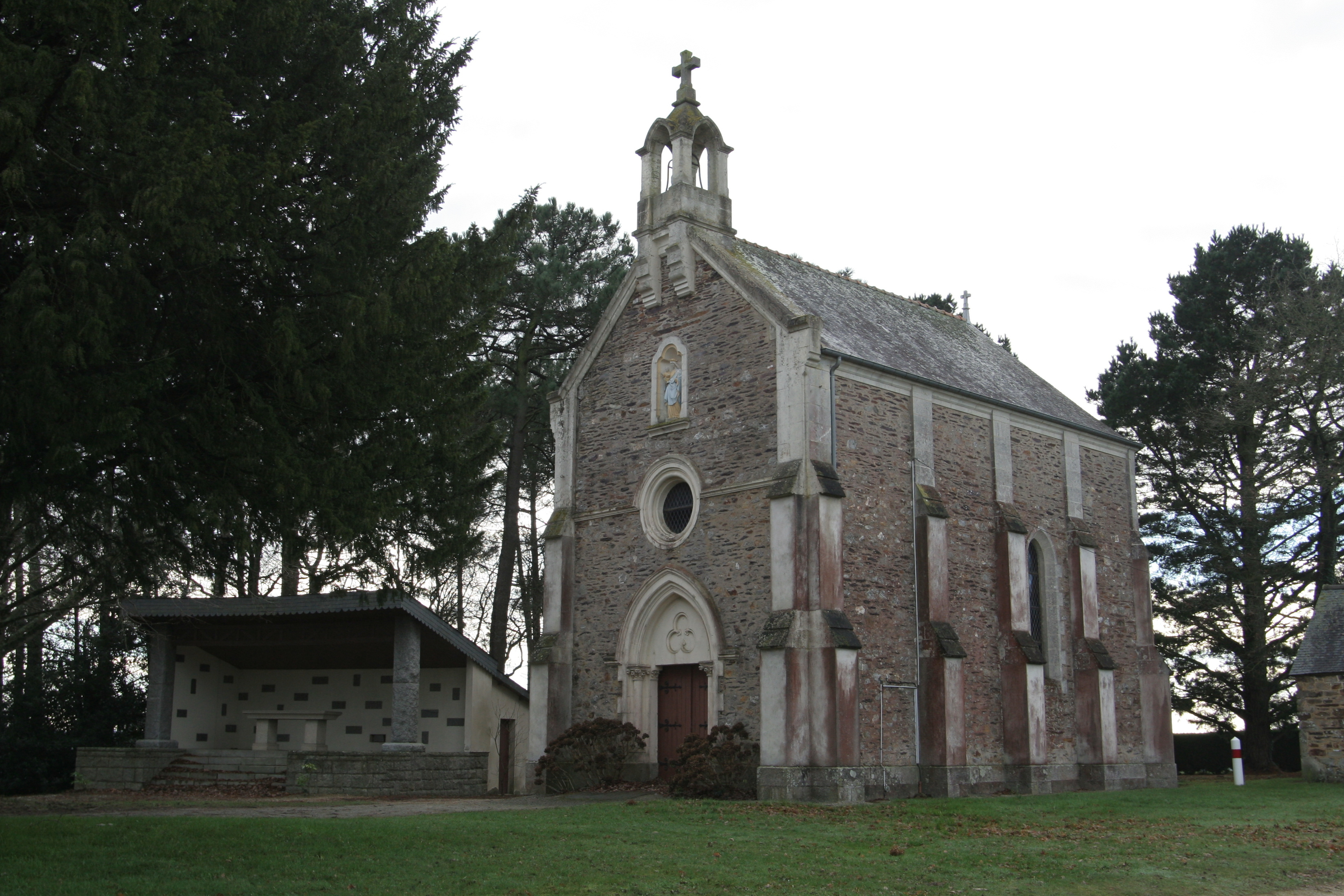
Kapelle Notre-Dame in Lorette
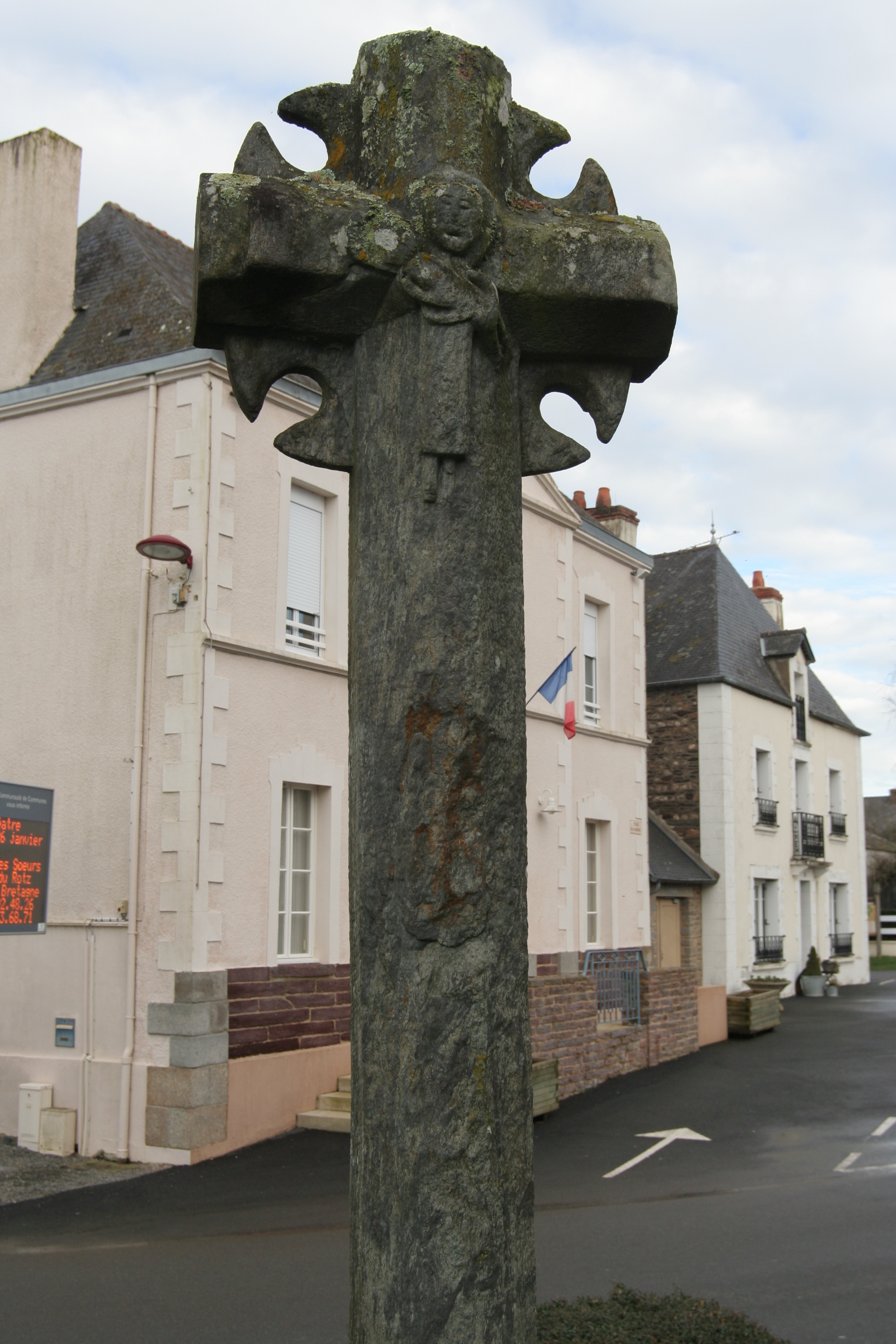
Kreuz aus dem 16. Jahrhundert

## Persönlichkeiten
- Conuvoion (um 800–868), Abt von Redon, Heiliger der römisch-katholischen Kirche